# Generador Cockcroft-Walton

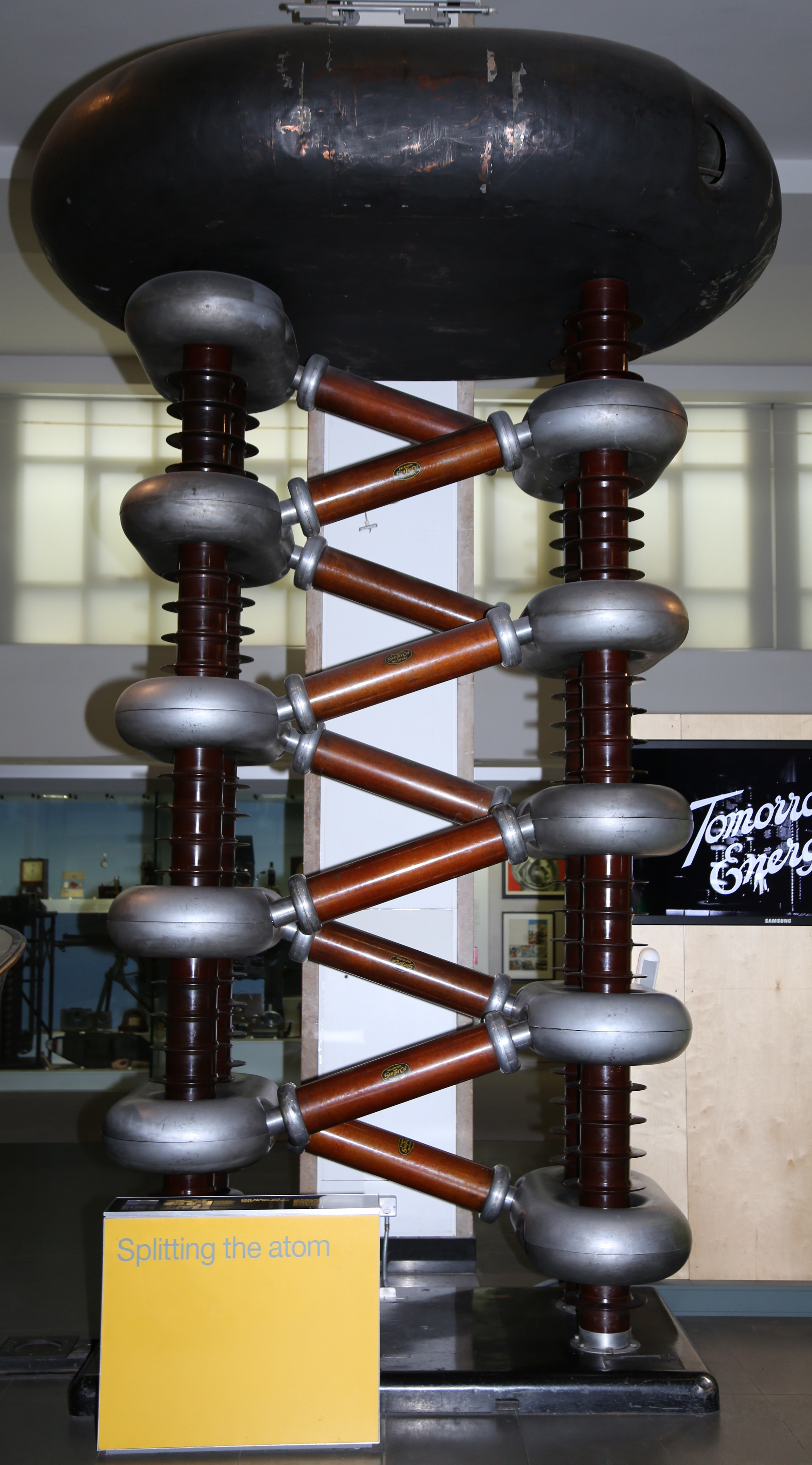
Aquest multiplicador de tensió Cockcroft – Walton formava part d’un dels primers acceleradors de partícules responsables del desenvolupament de la bomba atòmica. Construït el 1937 per Philips d'Eindhoven, ara es troba al National Science Museum de Londres, Anglaterra.

El generador de Cockcroft-Walton (CW), o multiplicador, és un circuit elèctric que genera una alta DC de voltatge a partir d'una baixa tensió de CA o polsant d'entrada de CC. Va rebre el nom dels físics britànics i irlandesos John Douglas Cockcroft i Ernest Thomas Sinton Walton, que el 1932 van utilitzar aquest disseny de circuits per alimentar el seu accelerador de partícules, realitzant la primera desintegració nuclear artificial de la història. Van utilitzar aquesta cascada de multiplicador de tensió durant la major part de la seva investigació, que el 1951 els va valer el premi Nobel de física per "Transmutació de nuclis atòmics per partícules atòmiques accelerades artificialment". El circuit va ser descobert el 1919 per Heinrich Greinacher, un físic suís. Per aquest motiu, aquesta cascada de doblar també es coneix de vegades com el multiplicador de Greinacher. Els circuits de Cockcroft – Walton encara s'utilitzen en acceleradors de partícules. També s'utilitzen en dispositius electrònics quotidians que requereixen altes tensions, com ara màquines de raigs X, forns de microones i fotocopiadores.

## Operació

Un multiplicador Cockcroft – Walton en dues etapes

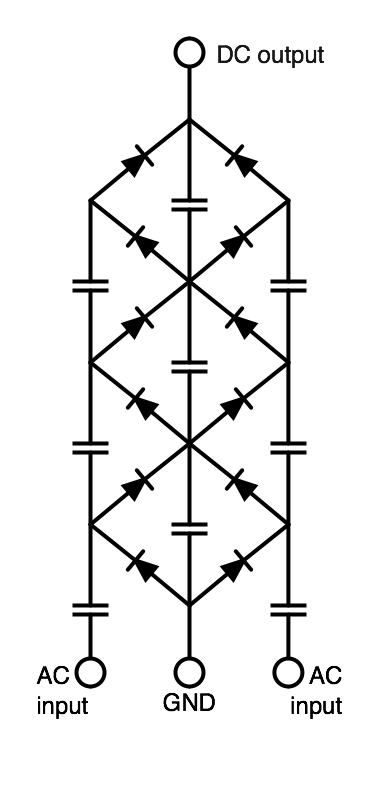
Un multiplicador de CW d’ona completa de tres etapes

El generador CW és un multiplicador de tensió que converteix la potència elèctrica de CA o de pols d’un nivell de baixa tensió a un nivell de tensió CC més alt. Està format per una xarxa d’escala multiplicadora de tensió de condensadors i díodes per generar altes tensions. A diferència dels transformadors, aquest mètode elimina els requisits necessaris per al nucli pesat i la major part d’aïllament / embotició. Utilitzant només condensadors i díodes, aquests multiplicadors de tensió poden augmentar tensions relativament baixes fins a valors extremadament alts, al mateix temps que són molt més lleugers i econòmics que els transformadors. El major avantatge d’aquests circuits és que el voltatge a través de cada etapa de la cascada és igual a només el doble del voltatge màxim d’entrada en un rectificador de mitja ona. En un rectificador d'ona completa és el triple del voltatge d'entrada. Té l'avantatge de requerir components relativament baixos i de fàcil aïllament. També es pot copsar la sortida des de qualsevol etapa, com en un transformador multipas.
Per entendre el funcionament del circuit, consulteu el diagrama de la versió de dues etapes a la dreta. Suposem que el circuit està alimentat per una tensió alterna V i amb un valor màxim de V p, i inicialment els condensadors no estan carregats. Després d’encendre el voltatge d’entrada
- Quan la tensió d'entrada V i arriba al seu pic negatiu - V p, el corrent flueix a través del díode D1 per carregar el condensador C1 a una tensió de V p .
- Quan V i inverteix la polaritat i assoleix el seu pic positiu + V p, s'afegeix a la tensió del condensador per produir una tensió de 2 V p a la placa dreta de C1 s. Com que D1 és polaritzat inversament, el corrent flueix des de C1 a través del díode D2, carregant el condensador C2 a una tensió de 2 V p .
- Quan V i inverteix de nou la polaritat, el corrent de C2 flueix pel díode D3, carregant el condensador C3 també a una tensió de 2 V p .
- Quan V i inverteix la polaritat de nou, el corrent de C3 flueix pel díode D4, carregant el condensador C4 també a una tensió de 2 V p .

Amb cada canvi de polaritat d'entrada, el corrent flueix cap amunt per la "pila" de condensadors a través dels díodes, fins que es carreguen tots. Tots els condensadors es carreguen a una tensió de 2 V p, excepte C1, que es carrega a V p. La clau de la multiplicació de tensió és que, mentre els condensadors es carreguen en paral·lel, es connecten a la càrrega en sèrie. Com que C2 i C4 estan en sèrie entre la sortida i la terra, la tensió de sortida total (en condicions de no càrrega) és is Vo = 4Vp.
Aquest circuit es pot ampliar a qualsevol nombre d’etapes. La tensió de sortida sense càrrega és el doble de la tensió d’entrada màxima multiplicada pel nombre d’etapes N o equivalent la variació de la tensió d’entrada de pic a pic (V pp) multiplicada pel nombre d’etapes
{\displaystyle V_{o}=2NV_{p}=NV_{\text{pp}},}
El nombre d’etapes és igual al nombre de condensadors en sèrie entre la sortida i la terra.
Una manera de mirar el circuit és que funciona com una "bomba" de càrrega, que bombeja la càrrega elèctrica en una direcció, cap amunt de la pila de condensadors. El circuit CW, juntament amb altres circuits de condensadors similars, sovint s'anomena bomba de càrrega. Per a càrregues substancials, la càrrega dels condensadors s'esgota parcialment i la tensió de sortida baixa segons el corrent de sortida dividit per la capacitat.

## Característiques
A la pràctica, el CW té diversos inconvenients. A mesura que s'incrementa el nombre d'etapes, les tensions de les etapes superiors comencen a "caure", principalment a causa de la impedància elèctrica dels condensadors de les etapes inferiors. I, en subministrar un corrent de sortida, l’ondulació de la tensió augmenta ràpidament a mesura que augmenta el nombre d’etapes (això es pot corregir amb un filtre de sortida, però requereix una pila de condensadors per suportar les altes tensions implicades). Per aquests motius, els multiplicadors CW amb un gran nombre d’etapes només s'utilitzen quan cal un corrent de sortida relativament baix. La caiguda es pot reduir augmentant la capacitat a les etapes inferiors, i la ondulació es pot reduir augmentant la freqüència de l'entrada i utilitzant una forma d'ona quadrada. En conduir el CW des d’una font d’alta freqüència, com ara un inversor, o una combinació d’un inversor i un transformador d’alta tensió, es pot reduir substancialment la mida física i el pes de la font d’alimentació CW.
Els multiplicadors CW solen utilitzar-se per desenvolupar tensions més altes per a aplicacions de corrent relativament baix, com ara tensions de polarització que van des de desenes o centenars de volts fins a milions de volts per a experiments de física d’alta energia o proves de seguretat contra raigs. També es troben multiplicadors CW, amb un nombre més alt d’etapes, en sistemes làser, fonts d’alimentació d’alta tensió, sistemes de raigs X, retroil·luminació LCD, amplificadors de tub d’ona viatjant, bombes d’ions, sistemes electroestàtics, ionitzadors d’aire, acceleradors de partícules, còpia màquines, instrumentació científica, oscil·loscopis, aparells de televisió i tubs de raigs catòdics, armes d'electroxoc, zappers d'errors i moltes altres aplicacions que utilitzen CC d'alta tensió.

## Altres tipus
- Generador Cockcroft-Walton: un circuit similar que té la mateixa estructura de "escala". El generador CW produeix CC rectificat a partir d’una entrada de corrent altern.
- Generador d'inversió vectorial Un dispositiu de línia de transmissió que utilitza una càrrega similar en descàrrega paral·lela en aproximació en sèrie
- Generador de compressió de flux bombat explosivament: una solució al doble problema de crear impulsos d’alta intensitat
- Generador de Marx. Un circuit semblant, que té una estructura similar a "escala", però que consta de resistències, condensadors i espurnadors. El generador Marx produeix impulsos curts, mentre que el generador CW produeix una CC constant. A diferència del multiplicador Cockcroft – Walton (generador), el generador Marx necessita aire per a les espurnes i no es pot submergir en oli com a aillant.